# Yegor Generalov
Bản mẫu:Eastern Slavic name
Yegor Dmitriyevich Generalov (tiếng Nga: Егор Дмитриевич Генералов; sinh ngày 24 tháng 1 năm 1993) là một cầu thủ bóng đá người Nga thi đấu cho F.K. Dynamo Sankt Peterburg.

## Sự nghiệp câu lạc bộ
Anh ra mắt chuyên nghiệp tại Giải bóng đá chuyên nghiệp quốc gia Nga cho F.K. Saturn Ramenskoye vào ngày 8 tháng 8 năm 2014 trong trận đấu với FC Domodedovo Moskva.